# Матео Беретини
Матео Беретини (итал. Matteo Berrettini; рођен 12. априла 1996. године у Риму, Италија) је италијански тенисер који је свој најбољи пласман у синглу достигао 31. јануара 2022. када је заузимао шесто место на АТП листи. Тек је четврти Италијан који улази у топ 10 откако је 1973. године објављена прва АТП листа.
Најбољи резултат на гренд слем турнирима забележио је на Вимблдону 2021. где је стигао до финала.
Дана 14. новембра 2019. савладао је Доминика Тима, и тако постао први Италијан који је остварио победу у синглу на завршном првенству сезоне.
Добитник је награде за играча који је највише напредовао на АТП листи у 2019. години (Most Improved Player of the Year).

## Гренд слем финала

### Појединачно: 1 (0:1)
| Исход     | Бр. | Година | Турнир   | Подлога | Противник     | Резултат                |
| --------- | --- | ------ | -------- | ------- | ------------- | ----------------------- |
| Финалиста | 1.  | 2021.  | Вимблдон | Трава   | Новак Ђоковић | 7:6(7:4), 4:6, 4:6, 3:6 |

## Финала АТП мастерс 1000 серије

### Појединачно: 1 (0:1)
| Исход     | Бр. | Година | Турнир | Подлога | Противник         | Резултат            |
| --------- | --- | ------ | ------ | ------- | ----------------- | ------------------- |
| Финалиста | 1.  | 2021.  | Мадрид | Шљака   | Александар Зверев | 7:6(10:8), 4:6, 3:6 |

## АТП финала

### Појединачно: 12 (7:5)
| Легенда                        |
| ------------------------------ |
| Гренд слем турнири (0:1)       |
| Завршно првенство сезоне (0:0) |
| АТП мастерс 1000 (0:1)         |
| АТП 500 (2:0)                  |
| АТП 250 (5:3)                  |

| Финала по подлози |
| ----------------- |
| Тврда (0:1)       |
| Шљака (3:3)       |
| Трава (4:1)       |

| Финала по локацији |
| ------------------ |
| Отворено (7:5)     |
| Дворана (0:0)      |

| Исход     | Бр. | Датум             | Турнир                   | Подлога | Противник             | Резултат                |
| --------- | --- | ----------------- | ------------------------ | ------- | --------------------- | ----------------------- |
| Победник  | 1.  | 29. јул 2018.     | Гштад, Швајцарска        | Шљака   | Роберто Баутиста Агут | 7:6(11:9), 6:4          |
| Победник  | 2.  | 28. април 2019.   | Будимпешта, Мађарска     | Шљака   | Филип Крајиновић      | 4:6, 6:3, 6:1           |
| Финалиста | 1.  | 5. мај 2019.      | Минхен, Немачка          | Шљака   | Кристијан Гарин       | 1:6, 6:3, 6:7(1:7)      |
| Победник  | 3.  | 16. јун 2019.     | Штутгарт, Немачка        | Трава   | Феликс Оже-Алијасим   | 6:4, 7:6(13:11)         |
| Победник  | 4.  | 25. април 2021.   | Београд, Србија          | Шљака   | Аслан Карацев         | 6:1, 3:6, 7:6(7:0)      |
| Финалиста | 2.  | 9. мај 2021.      | Мадрид, Шпанија          | Шљака   | Александар Зверев     | 7:6(10:8), 4:6, 3:6     |
| Победник  | 5.  | 20. јун 2021.     | Лондон, В. Британија     | Трава   | Камерон Нори          | 6:4, 6:7(5:7), 6:3      |
| Финалиста | 3.  | 11. јул 2021.     | Вимблдон, В. Британија   | Трава   | Новак Ђоковић         | 7:6(7:4), 4:6, 4:6, 3:6 |
| Победник  | 6.  | 12. јун 2022.     | Штутгарт, Немачка (2)    | Трава   | Енди Мари             | 6:4, 5:7, 6:3           |
| Победник  | 7.  | 19. јун 2022.     | Лондон, В. Британија (2) | Трава   | Филип Крајиновић      | 7:5, 6:4                |
| Финалиста | 4.  | 24. јул 2022.     | Гштад, Швајцарска        | Шљака   | Каспер Руд            | 6:4, 6:7(4:7), 2:6      |
| Финалиста | 5.  | 23. октобар 2022. | Напуљ, Италија           | Тврда   | Лоренцо Музети        | 6:7(5:7), 2:6           |

### Парови: 3 (2:1)
| Легенда                        |
| ------------------------------ |
| Гренд слем турнири (0:0)       |
| Завршно првенство сезоне (0:0) |
| АТП мастерс 1000 (0:0)         |
| АТП 500 (0:0)                  |
| АТП 250 (2:1)                  |

| Финала по подлози |
| ----------------- |
| Тврда (1:1)       |
| Шљака (1:0)       |
| Трава (0:0)       |

| Финала по локацији |
| ------------------ |
| Отворено (1:0)     |
| Дворана (1:1)      |

| Исход     | Бр. | Датум               | Турнир                  | Подлога   | Партнер          | Противници                  | Резултат           |
| --------- | --- | ------------------- | ----------------------- | --------- | ---------------- | --------------------------- | ------------------ |
| Победник  | 1.  | 29. јул 2018.       | Гштад, Швајцарска       | Шљака     | Данијеле Брачали | Денис Молчанов Игор Зеленај | 7:6(7:2), 7:6(7:5) |
| Победник  | 2.  | 23. септембар 2018. | Санкт Петербург, Русија | Тврда (д) | Фабио Фоњини     | Роман Јебави Матве Миделкоп | 7:6(8:6), 7:6(7:4) |
| Финалиста | 1.  | 22. септембар 2019. | Санкт Петербург, Русија | Тврда (д) | Симоне Болели    | Дивиџ Шаран Игор Зеленај    | 3:6, 6:3, [8:10]   |

## Остала финала

### Тимска такмичења: 1 (0:1)
| Исход     | Бр. | Датум            | Турнир                       | Подлога | Партнери                                   | Противници                                                  | Резултат | Извор |
| --------- | --- | ---------------- | ---------------------------- | ------- | ------------------------------------------ | ----------------------------------------------------------- | -------- | ----- |
| Финалиста | 1.  | 7. фебруар 2021. | АТП куп, Мелбурн, Аустралија | Тврда   | Фабио Фоњини Симоне Болели Андреа Вавасори | Данил Медведев Андреј Рубљов Јевгениј Донској Аслан Карацев | 0:2      | [ 6 ] |